# キタテハ

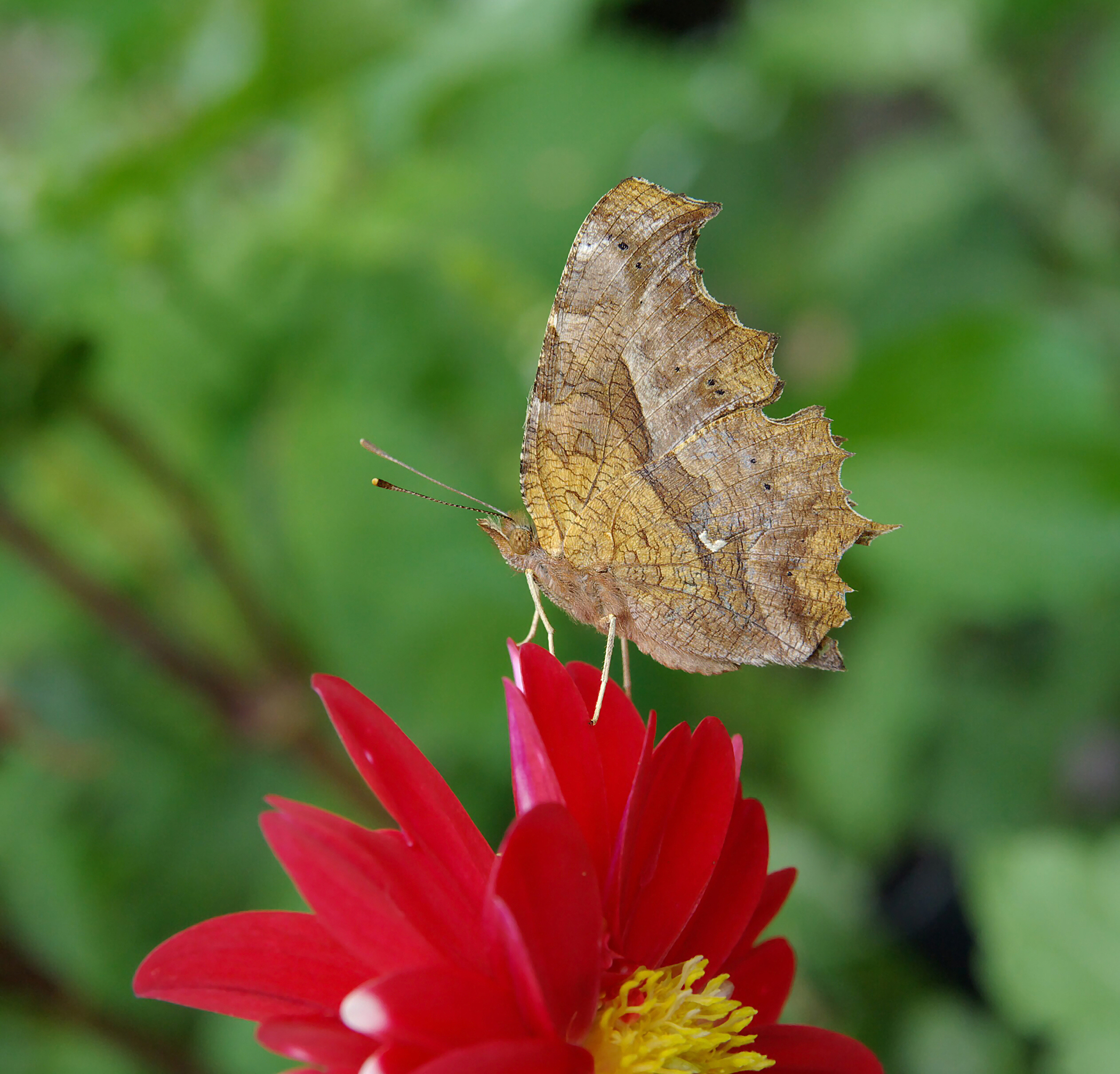
キタテハ（羽裏側）

キタテハ（黄立羽、Polygonia c-aureum）は、チョウ目・タテハチョウ科に分類されるチョウの一種。和名どおり翅の表が黄色のタテハチョウである。

## 形態
成虫の前翅長は2.5-3 cm前後の中型のチョウである。翅の縁には大小の突起があり、先がとがっている。翅の表側は前後とも黄色で、褐色の縁取りと黒い斑点がある。また、後翅の表の黒斑の中に水色の小さな点がある。夏に発生する成虫（夏型）はくすんだ黄色で、縁取りや斑点が黒っぽいが、秋に発生する成虫（秋型）は黄色の部分が鮮やかな山吹色で、褐色の縁取りが薄く、黒い斑点も小さい。
いっぽう翅の裏は前後とも赤褐色で、枯葉にまぎれる保護色となる。また、後翅の裏にはC字型の小さな模様があり、学名の「c-aureum」（金色の"C"の～）はここに由来する。

## 分布
インドシナ半島から中国、台湾、朝鮮半島、日本まで分布し、日本でも北海道西部から種子島まで幅広く見られる。

## 生態

### 成虫
成虫は早春から晩秋まで見られ、その間に2回-5回ほど発生する。花や樹液、腐った果実などに集まって汁を吸う。冬は成虫で越冬し、物かげでじっとしている。冬季にたまに日光浴する姿を見ることもある。

### 幼虫
幼虫はクワ科のカナムグラを食草とし、葉を糸で綴じ合わせて巣を作る。若い幼虫は黒いケムシだが、成長するにつれ枝分かれした棘が全身に生え、終齢幼虫になるとそれらの棘が橙色を帯びる。棘はゴム状で触れても問題ない。食草カナムグラはどこにでも生える野草であり、市街地でも頻繁に見られるのはこのためである。

## 類似種
シータテハ Polygonia c-album
キタテハによく似ているが、翅の縁の凹凸がくっきりしていて先が円いこと、後翅の表の黒い斑点の中に水色の点がないことなどで区別する。日本の九州以北からアジア、ヨーロッパまで広く分布するが、キタテハよりも冷涼な地方を好み、九州などでは山地でわずかに見られるのみである。キタテハと同様後翅にC字型の模様があり、「c-album」（白い"C"の～）という学名や和名はここに由来する。幼虫はホップ、ハルニレ、エノキなどを食草とする。秋型は翅の切れ込みが深く、移動性が比較的強い。